# ووست (زاکسن-آنهالت)
ووست (به آلمانی: Wust) یک منطقهٔ مسکونی در آلمان است که در ووشت-فیشبک واقع شده‌است. ووست ۸۷۳ نفر جمعیت دارد.